# Þórir Jóhann Helgason
Þórir Jóhann Helgason (Hafnarfjörður, 28 de septiembre de 2000) es un futbolista islandés que juega en la demarcación de centrocampista para la U. S. Lecce de la Serie A.

## Selección nacional
Tras jugar en la selección de fútbol sub-18 de Islandia, la sub-19 y en la sub-21, finalmente el 29 de mayo de 2021 hizo su debut con la selección absoluta en un encuentro amistoso contra México que finalizó con un resultado de 2-1 a favor del combinado mexicano tras un doblete de Hirving Lozano para México, y un autogol de Edson Álvarez para Islandia.

### Goles internacionales
| # | Fecha               | Estadio                               | Oponente | Gol | Resultado | Competición                         |
| - | ------------------- | ------------------------------------- | -------- | --- | --------- | ----------------------------------- |
| 1 | 2 de junio de 2022  | Estadio Sammy Ofer, Haifa, Israel     | Israel   | 1-1 | 2–2       | Liga de Naciones de la UEFA 2022-23 |
| 2 | 13 de junio de 2022 | Laugardalsvöllur, Reikiavik, Islandia | Israel   | 2–1 | 2–2       | Liga de Naciones de la UEFA 2022-23 |

## Clubes
| Club                         | País     | Año       | Partidos | Goles |
| ---------------------------- | -------- | --------- | -------- | ----- |
| KR Haukar                    | Islandia | 2017-2018 | 9        | 0     |
| FH Hafnarfjörður             | Islandia | 2018-2021 | 57       | 5     |
| U. S. Lecce                  | Italia   | 2021-2023 | 41       | 1     |
| Eintracht Brunswick (cedido) | Alemania | 2023-2024 | 27       | 3     |
| U. S. Lecce                  | Italia   | 2024-     | 21       | 0     |

## Palmarés

### Campeonatos nacionales
| Título  | Club        | País   | Año  |
| ------- | ----------- | ------ | ---- |
| Serie B | U. S. Lecce | Italia | 2022 |